# 斯泰特萊恩 (密西西比州)
斯泰特萊恩（英語：State Line）是位於美國密西西比州格林縣及韋恩縣的城鎮。

## 人口
根據2020年美國人口普查的數據，斯泰特萊恩的面積為11.13平方千米，當中陸地面積為11.04平方千米，而水域面積為0.09平方千米。當地共有人口452人，而人口密度為每平方千米41人。